# 2008년 대한민국의 영화
다음은 2008년에 대한민국의 영화에 관한 서술한다.

## 박스 오피스
2008년 대한민국 내에서 개봉한 영화를 대상으로 한 대한민국 박스오피스 순위이다.
| 순위 | 제목                                       | 개봉일자 | 관객수 (명) | 비고 |
| ---- | ------------------------------------------ | -------- | ----------- | ---- |
| 1    | 《좋은놈 나쁜놈 이상한 놈》                | 7월 17일 | 6,685,988   |      |
| 2    | 《추격자》                                 | 2월 14일 | 5,071,619   |      |
| 3    | 《쿵푸팬더》                               | 6월 5일  | 4,673,009   |      |
| 4    | 《맘마미아》                               | 9월 3일  | 4,534,014   |      |
| 5    | 《과속 스캔들》                            | 12월 3일 | 4,353,173   |      |
| 6    | 《아이언 맨》                              | 4월 30일 | 4,316,003   |      |
| 7    | 《강철중: 공공의 적 1-1》                  | 6월 19일 | 4,300,670   |      |
| 8    | 《 인디아나 존스 4: 크리스탈 해골의 왕국》 | 5월 22일 | 4,136,101   |      |
| 9    | 《미이라 3: 황제의 무덤》                  | 7월 30일 | 4,090,795   |      |
| 10   | 《다크 나이트》                            | 8월 6일  | 4,061,091   |      |

## 이벤트 및 수상
- 제9회 전주국제영화제
- 제44회 백상예술대상
- 제12회 부천국제판타스틱영화제
- 제13회 부산국제영화제
- 제45회 대종상 영화제
- 제28회 한국영화평론가협회상
- 제29회 청룡영화상
- 제31회 황금촬영상
- 제7회 대한민국 영화대상
- 제16회 이천춘사대상영화제

## 같이 보기
- 2008년 영화
- 대한민국의 영화